# Olav Osolin

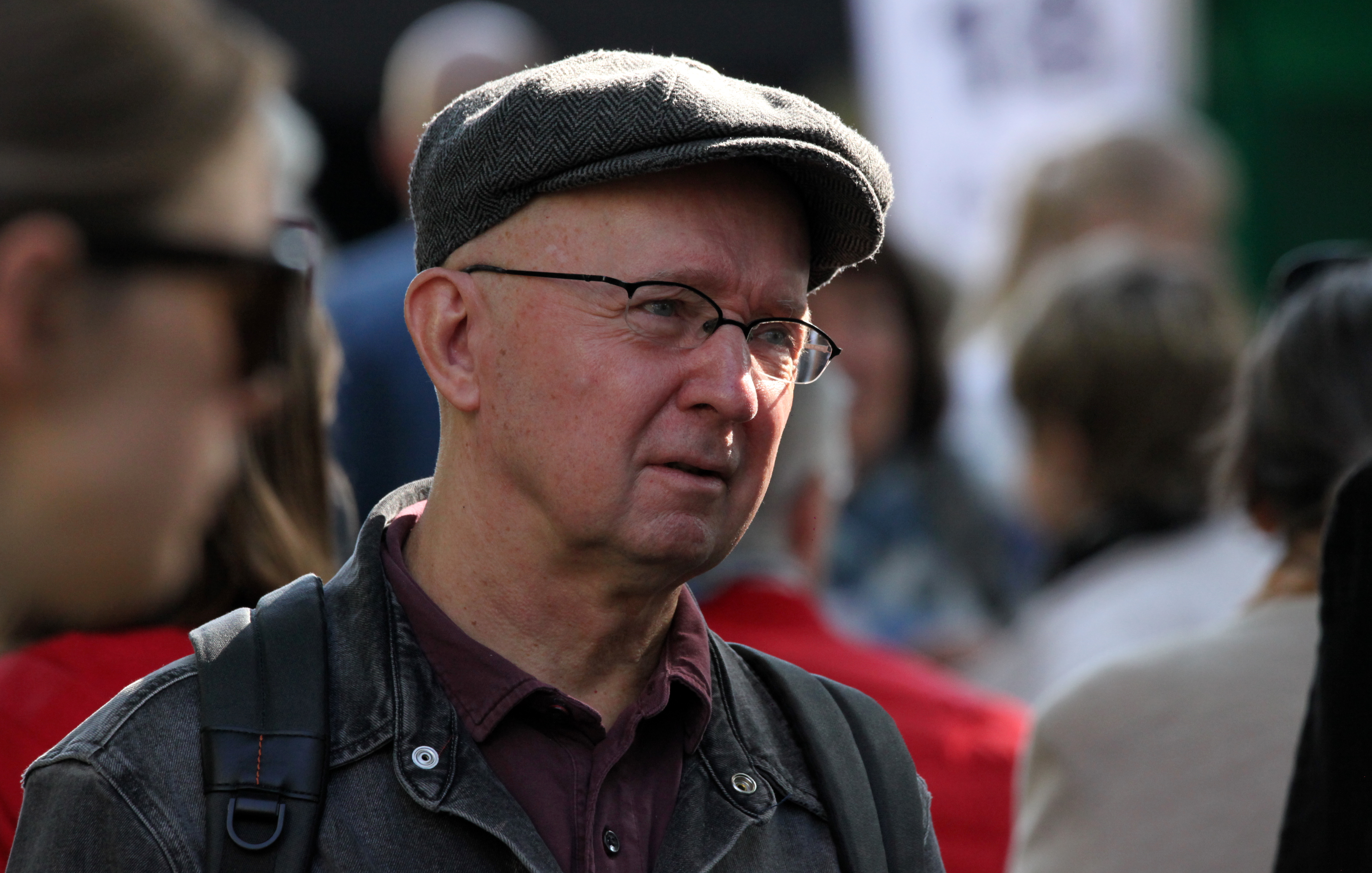
Olav Osolin (2021)

Olav Osolin (nascido a 13 de novembro de 1953, em Tallinn) é um jornalista, figura publicitária, personalidade de rádio e televisão e actor estoniano.
Em 1977 formou-se na Universidade de Tartu em filologia da Estónia. De 1977 a 1981 trabalhou como jornalista na Eesti Raadio. Desde 1981 tem trabalho principalmente na indústria de publicidade; de 1982 a 1988 trabalhou na Eesti Reklaamfilm e de 1988 a 1991 na empresa de vídeo ERF Video SP. Mais tarde, entre 2007 e 2011 foi um dos proprietários e dirigente da agência de publicidade Zavod BBDO.
Ele também produziu e apareceu como actor em vários filmes e séries de televisão, incluindo o drama de longa-metragem de 1963 dirigido por Igor Yeltsov Ühe katuse all como o personagem Priit Arro, como Olari "Mörr" Ernesaks na comédia dirigida por Andres Maimik e Rain Tolk de 2011 Kormoranid ehk Nahkpükse ei pesta, e um papel recorrente na série de drama de mistério da TV3 Merivälja em 2017. Desde 2013 ele é juiz da série de competição de talentos de celebridades da TV3, Su nägu kõlab tuttavalt.
Em 2018 ele foi premiado com a Ordem da Estrela Branca de IV classe.